# Chirita leiophylla
Chirita leiophylla är en tvåhjärtbladig växtart som beskrevs av Wen Tsai Wang. Chirita leiophylla ingår i släktet Chirita och familjen Gesneriaceae. Inga underarter finns listade i Catalogue of Life.